# 约恩·卢德维格·哈默尔
约恩·卢德维格·哈默尔（Jon Ludvig Hammer，1990年6月2日—），挪威国际象棋棋手。2007年获国际大师称号，2009年晋升为国际象棋特级大师。
哈默尔是2013年挪威国际象棋全国冠军。此外，他还担任过马格努斯·卡尔森备战世界冠军赛的主要助手。